# 連合王国最高裁判所

連合王国最高裁判所の徽章は 「連合王国の花のエンブレム」を天秤に見立てたオメガの文字で囲んだもの。「花のエンブレム」は連合王国を構成するイングランドのバラ、スコットランドのアザミ、ウェールズのリーキ、北アイルランドの亜麻の花で構成されている。

連合王国最高裁判所（れんごうおうこくさいこうさいばんしょ、英語: Supreme Court of the United Kingdom）は、2009年10月1日に設立されたグレートブリテン及び北アイルランド連合王国（イギリス）の最高裁判所である。

## 沿革
2005年の憲法改革法に基づき、貴族院（上院）の常任上訴貴族（Lords of Appeal in Ordinary／通称：法官貴族・Law Lords）の司法機能（judicial functions of the House of Lords）と枢密院司法委員会（Judicial Committee of the Privy Council）の機能の一部とを移管して設置された。
2003年、上院の「現代化」を唱える当時のトニー・ブレア首相が改革に着手し、推進されてきたものである。従来、イギリスの最高法院は上院に付属する機関であった。伝統より、三権分立・司法権の独立の厳格化を求める世論が高まった結果である。
国民に身近な司法を目指してBBCなどのテレビ局に審理を公開するなど、システムが大きく変化している。

## 管轄
連合王国最高裁判所は、イングランドおよびウェールズ法域と北アイルランド法域における刑事訴訟、連合王国全土の民事訴訟、スコットランド法域において欧州人権条約またはEU法に関わる刑事訴訟の終審裁判所である。欧州人権条約やEU法に関係しないスコットランド法域の刑事訴訟の上訴はスコットランド最高法院（High Court of Justiciary）の管轄となる。
スコットランド法域の訴訟に関して、従来の常任上訴貴族院が、民事に関してのみ管轄を有し、刑事に関して管轄を有しないとされてきたのは、上院自身の判例（先例）に基づく。その理論的な根拠としては、スコットランド統合法（1707年連合法）において、《スコットランド議会の権限は連合王国上院に承継されるが、従前のスコットランドの「司法組織」は維持される。》とされたところ、スコットランド議会には刑事裁判所の判決に対する救済を受理した先例がなかったことなどが挙げられるが、歴史的な経緯による部分も大きい（なお、スコットランド議会は、民事事件に対する上訴を受理する権限を有していたにせよ、その権限にかかる部分を含め、ここにいう「司法組織」に当たらないとされた）。
最高裁判所は、北アイルランド政府、スコットランド政府、ウェールズ議会政府と、連合王国政府との間の紛争をも審理する。この機能は、枢密院から移管されたものである。

## 建物
2005年の憲法改革法は、最初の最高裁判所裁判官となる常任上訴貴族がウェストミンスター宮殿（国会議事堂）から他の場所に移動するに先立ち、適当な建物を探して改装するための期間を設定した。
サマセット・ハウスを含む複数の候補地について長期にわたる調査が行なわれた結果、最高裁判所の所在地は、ウェストミンスター地区の国会広場にあるミドルセックス・ギルドホールとなった。ここには枢密院司法委員会も置かれており、海外領土からの上訴や宗教裁判などに権限を限定されることになった枢密院司法委員会と同居する形となっている。

決定に伴いミドルセックス・ギルドホールは2009年に改装され、最高裁判所発足とともに再開された。

## 裁判官
最高裁判所の発足に伴い、従来の12名の常任上訴貴族は最高裁判所の最初の裁判官となった。彼らは引き続き貴族院議員でもあるが、定年が75歳であるため、2011年から2023年までにかけて全員が退官することになる。
2005年の憲法改革法は、旧常任上訴貴族退官後の最高裁判所裁判官の任用手続についての規定を設けている。欠員が生じ次第、選考委員会が組織される。最高裁判所発足後に任用される全ての新たな裁判官は、専従の最高裁判所裁判官（Justices of the Supreme Court）となり、貴族院議員を兼ねない。

### 現在の連合王国裁判所裁判官一覧（2024年1月）
| 肖像 | 氏名                                 | アルマ・マータ                                                                          | 選任年月日    | 退任年月日     | 前職等                                                                   |
| ---- | ------------------------------------ | --------------------------------------------------------------------------------------- | ------------- | -------------- | ------------------------------------------------------------------------ |
|      | アラーミュアのリード卿 (長官)        | エディンバラ大学ロースクール ベリオール・カレッジ (オックスフォード大学)                | 2012年2月6日  | 2031年9月7日   | スコットランド最高法院判事 内院付判事 (2008–2012) 外院付判事 (1998–2008) |
|      | ホッジ卿(副長官)                     | コーパス・カレッジ (ケンブリッジ大学) エディンバラ大学ロースクール                      | 2013年10月1日 | 2028年5月19日  | 最高法院判事 外院付判事(2005–2013)                                       |
|      | ロイド=ジョーンズ卿                  | ダウニング・カレッジ                                                                    | 2017年10月2日 | 2027年1月13日  | 常任上訴貴族 (2012–2017) 高等法院女王座部判事(2005–2012)                 |
|      | ウェストボーンのブリッグズ卿         | モードリン・カレッジ (オックスフォード大学)                                             | 2017年10月2日 | 2029年12月23日 | 常任上訴貴族 (2013–2017) 高等法院大法官部判事 (2006–2013)                |
|      | セールズ卿                           | チャーチル・カレッジ (ケンブリッジ大学) ウースター・カレッジ (オックスフォード大学)     | 2019年1月11日 | 2037年2月11日  | 常任上訴貴族 (2014–2018) 高等法院大法官部判事(2008–2014)                 |
|      | カーシーのハンブレン卿               | セントジョンズ・カレッジ (オックスフォード大学) ハーバード大学ロースクール              | 2020年1月13日 | 2032年9月23日  | 常任上訴貴族 (2016–2020) 高等法院女王座部判事(2008–2016)                 |
|      | レガット卿                           | キングス・カレッジ (ケンブリッジ大学) ハーバード大学 シティ・ロー・スクール             | 2020年4月21日 | 2032年11月12日 | 常任上訴貴族（2018‐2020） 高等法院大法官部判事（2012-2018)               |
|      | バロウズ卿                           | ブレーズノーズ・カレッジ (オックスフォード大学) ハーバード大学                          | 2020年6月2日  | 2032年4月17日  | 法曹職初就任のため前歴なし。                                             |
|      | クリーヴィーラフゲアのステファンズ卿 | マンチェスター大学                                                                      | 2020年10月1日 | 2029年12月28日 | 常任上訴貴族（2017-2020） 北アイルランド高等法院判事(2002-2017)          |
|      | コルムワースのローズ女卿             | ニューナム・カレッジ (ケンブリッジ大学) ブレーズノーズ・カレッジ (オックスフォード大学) | 2021年4月13日 | 2035年4月13日  | 常任上訴貴族（2019‐2021） 高等法院大法官部判事（2013-2019)               |
|      | カンバーウェルのリチャーズ卿         | トリニティ・カレッジ (ケンブリッジ大学)                                                 | 2022年10月3日 | 2026年6月9日   | 常任上訴貴族（2015‐2021） 高等法院大法官部判事（2003-2015)               |
|      | シムラー女卿                         | シドニー・サセックス・カレッジ (ケンブリッジ大学) アムステルダム大学                    | 2023年9月14日 | 2038年9月17日  | 常任上訴貴族（2019‐2023） 高等法院女王座部判事（2013-2019)               |

## 以前の最高裁判所
従来、1870年代に裁判所法（Judicature Acts）により作られた控訴院、高等法院および刑事法院の3法院からなる、イングランド・ウェールズ最高裁判所（Supreme Court of England and Wales。旧称：最高法院・Supreme Court of Judicature）があったが、新しい最高裁判所とは、別の組織である。 
混乱をさけるため、2005年改憲法により、連合王国最高裁判所が作られた時点で、従来のイングランド・ウェールズ最高裁判所は、イングランド・ウェールズ高等裁判所（Senior Courts of England and Wales）へと改称された。
スコットランドには、刑事上級裁判所（High Court of Justiciary）、および民事控訴院（Court of Session）から構成される、スコットランド最高裁判所（Supreme Courts of Scotland）がある。

## 関連項目

イングランド及びウェールズの裁判所制度

### 註釈
1. ↑  以下、同院判事を「最高法院判事」という。